# Flotta del Guangdong
La Flotta del Guangdong (廣東水師T) era la più piccola delle quattro flotte regionali cinesi della tarda dinastia Qing. La flotta praticamente non partecipò alla guerra franco-cinese (agosto 1884-aprile 1885), ma diverse sue navi entrarono in azione nella prima guerra sino-giapponese (1894-1895).

## Comando
Nell'estate del 1882, quando la Cina iniziò ad opporsi all'espansione francese nel Tonchino, la Flotta del Guangdong era comandata da Wu Quanmei (吳全美).

## Composizione
È difficile da stabilire l'esatta composizione della Flotta del Guangdong negli anni 1870-1880. Le fonti britanniche riportano una quindicina di piccole navi da guerra costruite e basate a Canton tra il 1865 e il 1885; la flotta comprendeva, inoltre, almeno sette navi acquistate in occidente.
Sette piroscafi costruiti in Gran Bretagna o in Francia furono acquistati nel 1867 e nel 1868 da Jui Lin (瑞麟), governatore generale dei "Due Guang" (Guangdong e Guangxi), per essere utilizzati contro i pirati. Sebbene l'identità di queste navi non sia del tutto certa, sembra che includessero i piroscafi in legno Feilong (飛龍), Tianjin (天津), Zhenhai (鎮海), Anlan (安瀾) e Zhentao (鎮濤), e le cannoniere composite Guangdong (廣東) e Shandong (山東), completate a Dumbarton nel 1868. La Feilong andò perduta in un tifone nel 1874 e la Zhenhai fu radiata nello stesso anno.
Alcune cannoniere britanniche della classe Dapper / Gleaner / Albacore, che avevano prestato servizio nella seconda guerra dell'oppio, furono vendute dagli inglesi alla fine degli anni 1870 e due di esse sembrano essere state acquistate dalla Flotta del Guangdong. Una di queste era probabilmente la Suiqing (綏靖, Sui-ching o Sui-tsing), descritta come una ex cannoniera britannica. La Suiqing andò persa in mare nel 1886.
Tra le altre imbarcazioni note per aver prestato servizio nelle acque del Guangdong vi è la cannoniera Rendel Haichangqing (海長清), completata presso il cantiere di Canton nel giugno 1877. Le sue macchine furono prese dal piroscafo Zhenhai, radiato nel 1874.
Nel 1881 la Flotta del Guangdong prese in consegna la Zhenhai (鎮海), una cannoniera Rendel in acciaio da 440 tonnellate costruita dalla Armstrong and Company insieme a sei cannoniere di progetto simile ordinate dalla Flotta del Beiyang di Li Hongzhang.  Sembra che avesse lo stesso nome del piroscafo Zhenhai radiato nel 1874.
Cinque cannoniere composite da 150 tonnellate furono completate al cantiere di Canton nel 1881 per la Flotta del Guangdong: Jing'an (靖安), Henghai (橫海), Xiangyun (祥云), Xuanwei (宣威) e Yangwu (揚武). Sembra che queste navi avessero una velocità di circa 6 nodi. Il Jing'an era armato con 12 cannoni Armstrong e due cannoni Gatling. L'armamento delle altre quattro cannoniere non è certo.
In seguito alla presa della cittadella di Hanoi da parte di Henri Rivière nell'aprile 1882, il governo Qing decise di inviare un chiaro messaggio alla Francia: la Cina guardava con preoccupazione all'espansione coloniale francese nel Tonchino. Nel maggio 1882 fu ordinato alla flotta del Guangdong di pattugliare i mari intorno all'isola di Hainan e al golfo del Tonchino per "mostrare la bandiera". In una lettera allo Zongli Yamen, le autorità del Guangdong comunicarono che le uniche navi ragionevolmente grandi della Flotta del Guangdong in quel periodo erano il Haijing (海鏡), il Qinghai (清海) e il Dongyong (東雍).
Due navi della Flotta del Fujian, il Feiyun e il Ji'an, furono distaccate presso la Flotta del Guangdong più o meno in questo periodo, dove rimasero in servizio fino all'agosto 1884. In risposta agli appelli di aiuto del commissario militare del Fujian Zhang Peilun, furono rimandate a Fuzhou alla vigilia della guerra franco-cinese e furono distrutte insieme ad altre sette navi della Flotta del Fujian nella battaglia di Fuzhou (23 agosto 1884).

## La gerra franco-cinese
Data la vicinanza del Guangdong al Tonchino, dove si svolsero i principali scontri della guerra franco-cinese, ci si poteva aspettare che la flotta del Guangdong giocasse un ruolo di primo piano nella guerra. In realtà rimase in porto per tutti i nove mesi di guerra. Nel marzo 1885 le navi da guerra francesi imposero il blocco del porto cantonese di Pak-hoi. La flotta del Guangdong non fece alcun tentativo di rompere il blocco.

## Acquisizioni, 1885–1894
La flotta del Guangdong crebbe significativamente nella seconda metà degli anni 1880, acquisendo cannoniere e altre navi. Alcune di queste navi furono costruite in Cina, presso i cantieri navali di Canton o di Fuzhou, mentre altre furono acquistate in Germania. Le navi da guerra costruite localmente contenevano normalmente il carattere guang (廣, per Guangdong) nel loro nome.
Le prime aggiunte alla flotta furono le cannoniere Guangheng, Guangli, Guangyuan e Guangzhen. Queste cannoniere a basso pescaggio, costruite nel cantiere di Whampoa, erano state progettate per sorvegliare gli accessi a Canton.
Due torpediniere a vapore di prima classe da 64 tonnellate, Leihu (雷虎) e Leilong (雷龍), furono completate per la flotta del Guangdong presso gli stabilimenti Vulcan di Stettino nel 1884, ma la loro consegna alla Cina fu ritardata di un anno a causa dello scoppio della guerra franco-cinese. Arrivarono a Canton alla fine del 1885.
Nove torpediniere di seconda classe da 26 tonnellate furono completate per la flotta del Guangdong presso gli stabilimenti tedeschi di Schichau nel 1885 e arrivarono in Cina nel 1886. Come le precedenti, più grandi, costruite presso gli stabilimenti di Stettino, tutte contenevano il carattere lei (雷, tuono) nel loro nome: Leidui (雷兑), Leiqian (雷乾), Leikan (雷坎), Leikun (雷坤), Leili (雷離), Leigen (雷艮), Leixun (雷巽), Leizhen (雷震) e Leizhong (雷中).
Tra il 1887 e il 1892, presso il cantiere navale di Fuzhou, furono costruiti per la flotta del Guangdong un incrociatore composito e tre torpediniere in acciaio, denominati rispettivamente Guangjia, Guangyi, Guangbing e Guangding ("Guangdong A, B, C e D").
Nello stesso periodo, il cantiere navale di Fuzhou fornì alla flotta del Guangdong quattro cannoniere in legno a basso pescaggio: Guanggeng, Guangxing, Guangzhen e Guangkui. La loro stazza è variamente indicata come 320 tonnellate o 560 tonnellate.
Tabella: Navi della Flotta del Guangdong, 1885–1894
| Nome (pinyin) | Nome (Wade Giles) | Nome (cinese) | Descrizione                             | Costruzione              | Specifiche                                                                                      |
| ------------- | ----------------- | ------------- | --------------------------------------- | ------------------------ | ----------------------------------------------------------------------------------------------- |
| Leihu         | Lei-hu            | 雷虎          | torpediniera a vapore                   | 1884, Stettino, Germania | 64 t, 2 tubi lanciasiluri di prua, 1 cannone-revolver Hotchkiss                                 |
| Leilong       | Lei-lung          | 雷龍          | torpediniera a vapore                   | 1884, Stettino, Germania | 64 t, 2 tubi lanciasiluri di prua, 1 cannone-revolver Hotchkiss                                 |
| Leidui        | Lei-tui           | 雷兑          | torpediniera a vapore                   | 1885, Schichau, Germania | 26 t, 1 tubo lanciasiluri di prua                                                               |
| Leigan        | Lei-kan           | 雷坎          | torpediniera a vapore                   | 1885, Schichau, Germania | 26 t, 1 tubo lanciasiluri di prua                                                               |
| Leiqian       | Lei-ch'ien        | 雷乾          | torpediniera a vapore                   | 1885, Schichau, Germania | 26 t, 1 tubo lanciasiluri di prua                                                               |
| Leikun        | Lei-k'un          | 雷坤          | torpediniera a vapore                   | 1885, Schichau, Germania | 26 t, 1 tubo lanciasiluri di prua                                                               |
| Leili         | Lei-li            | 雷離          | torpediniera a vapore                   | 1885, Schichau, Germania | 26 t, 1 tubo lanciasiluri di prua                                                               |
| Leigen        | Lei-gen           | 雷艮          | torpediniera a vapore                   | 1885, Schichau, Germania | 26 t, 1 tubo lanciasiluri di prua                                                               |
| Leixun        | Lei-hsun          | 雷巽          | torpediniera a vapore                   | 1885, Schichau, Germania | 26 t, 1 tubo lanciasiluri di prua                                                               |
| Leizhen       | Lei-chen          | 雷震          | torpediniera a vapore                   | 1885, Schichau, Germania | 26 t, 1 tubo lanciasiluri di prua                                                               |
| Leizhong      | Lei-chung         | 雷中          | torpediniera a vapore                   | 1885, Schichau, Germania | 26 t, 1 tubo lanciasiluri di prua                                                               |
| Guangheng     | Kuang-heng        | 廣亨          | cannoniera composita a basso pescaggio  | 1886, Canton             | 300 t, 2 cannoni a retrocarica (1 da 5,9 pollici 1 da 3,5 pollici), 3 cannoni Nordenfeldt       |
| Guangli       | Kuang-li          | 廣利          | ccannoniera composita a basso pescaggio | 1886, Canton             | 300 t, 2 cannoni a retrocarica (1 da 5,9 pollici 1 da 3,5 pollici), 3 cannoni Nordenfeldt       |
| Guangyuan     | Kuang-yuan        | 廣元          | cannoniera composita a basso pescaggio  | 1886, Canton             | 300 t, 2 cannoni a retrocarica (1 da 5,9 pollici 1 da 3,5 pollici), 3 cannoni Nordenfeldt       |
| Guangzhen     | Kuang-chen        | 廣貞          | cannoniera composita a basso pescaggio  | 1886, Canton             | 300 t, 2 cannoni Krupp a retrocarica (1 da 5, pollici, 1 da 3,5 pollici), 3 cannoni Nordenfeldt |
| Guanggeng     | Kuang-keng        | 廣庚          | cannoniera in legno                     | c.1887, Fuzhou           | 320 t, 3 cannoni (2 da 4,7 pollici, 1 da 3,9 pollici), 2 cannoni-revolver Hotchkiss             |
| Guangxing     | Kuang-hsing       | 廣興          | cannoniera in legno                     | c.1887, Fuzhou           | 320 t, 3 cannoni (2 da 4,7 pollici, 1 da 3,9 pollici), 2 cannoni-revolver Hotchkiss             |
| Guangzhen     | Kuang-chen        | 廣鎮          | cannoniera in legno                     | c.1887, Fuzhou           | 320 t, 3 cannoni (2 da 4,7 pollici, 1 da 3,9 pollici), 2 cannoni-revolver Hotchkiss             |
| Guangkui      | Kuang-k'uei       | 廣癸          | cannoniera in legno                     | c.1887, Fuzhou           | 320 t, 3 cannoni (2 da 4,7 pollici, 1 da 3,9 pollici), 2 cannoni-revolver Hotchkiss             |
| Guangjia      | Kuang-chia        | 廣甲          | incrociatore composito                  | 1887, Fuzhou             | 1296 t, 15 nodi, 5 cannoni a retrocarica Krupp (1 da 5,9 pollici, 4 da 4,7 pollici)             |
| Guangyi       | Kuang-i           | 廣乙          | cannoniera-torpediniera in acciaio      | 1892, Fuzhou             | 1000 t, 3 cannoni Krupp a tiro rapido da 4,7 pollici                                            |
| Guangbing     | Kuang-ping        | 廣丙          | cannoniera-torpediniera in acciaio      | 1892, Fuzhou             | 1000 t, 3 cannoni Krupp a tiro rapido da 4,7 pollici                                            |
| Guangding     | Kuang-ting        | 廣丁          | cannoniera-torpediniera in acciaio      | 1892, Fuzhou             | 1000 t, 3 cannoni Krupp a tiro rapido da 4,7 pollici                                            |

## Navi della Flotta del Guangdong

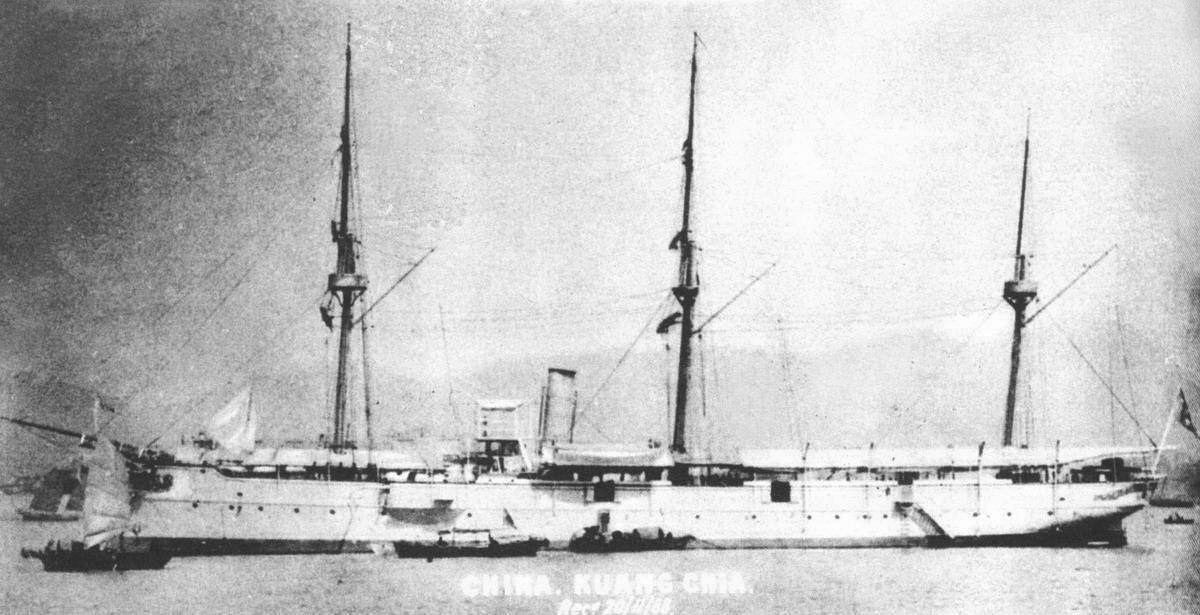
Guangjia (廣甲)
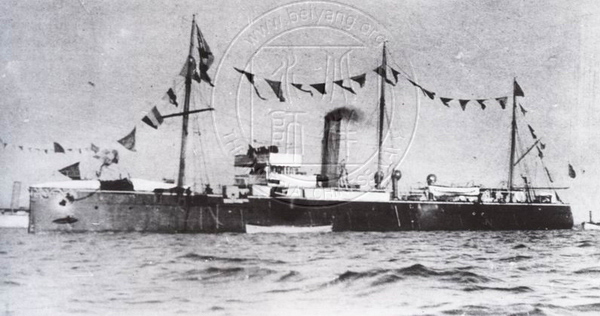
Guangyi (廣乙)